# دهانغادي
دهانغادي (بالنيبالية: धनगढी उपमहानगरपालिका)‏ هي مستوطنة، تقع في مقاطعة كايلالي، ونيبال، هي عاصمة مقاطعة كايلالي، بلغ عدد سكانها 101,970 نسمة وذلك حسب إحصائيات سنة 2011، تبلغ مساحتها 261.75 كيلومتر مربع، رمزها البريدي هو 10900.

## المناخ
يظهر الجدول التالي التغييرات المناخية على مدار السنة لدهانغادي:
| الشهر                                                   | يناير       | فبراير      | مارس        | أبريل       | مايو        | يونيو         | يوليو         | أغسطس         | سبتمبر        | أكتوبر      | نوفمبر      | ديسمبر      | المعدل السنوي   |
| ------------------------------------------------------- | ----------- | ----------- | ----------- | ----------- | ----------- | ------------- | ------------- | ------------- | ------------- | ----------- | ----------- | ----------- | --------------- |
| متوسط درجة الحرارة الكبرى °م (°ف)                       | 20.8 (69.4) | 24.8 (76.6) | 30.4 (86.7) | 35.9 (96.6) | 37.2 (99.0) | 36.3 (97.3)   | 33.1 (91.6)   | 32.8 (91.0)   | 32.4 (90.3)   | 31.5 (88.7) | 27.8 (82.0) | 23.3 (73.9) | 30.5 (86.9)     |
| المتوسط اليومي °م (°ف)                                  | 14.0 (57.2) | 17.0 (62.6) | 21.7 (71.1) | 26.8 (80.2) | 29.8 (85.6) | 30.7 (87.3)   | 29.4 (84.9)   | 29.1 (84.4)   | 28.3 (82.9)   | 25.1 (77.2) | 20.1 (68.2) | 15.8 (60.4) | 24.0 (75.2)     |
| متوسط درجة الحرارة الصغرى °م (°ف)                       | 7.1 (44.8)  | 9.3 (48.7)  | 13.0 (55.4) | 17.6 (63.7) | 22.5 (72.5) | 25.2 (77.4)   | 25.7 (78.3)   | 25.5 (77.9)   | 24.2 (75.6)   | 18.7 (65.7) | 12.4 (54.3) | 8.2 (46.8)  | 17.5 (63.5)     |
| الهطول مم (إنش)                                         | 30.6 (1.20) | 39.1 (1.54) | 22.7 (0.89) | 21.3 (0.84) | 70.1 (2.76) | 301.5 (11.87) | 655.9 (25.82) | 674.7 (26.56) | 412.2 (16.23) | 55.4 (2.18) | 4.0 (0.16)  | 15.4 (0.61) | 2٬302٫9 (90.66) |
| المصدر: Department of Hydrology and Meteorology (Nepal) |             |             |             |             |             |               |               |               |               |             |             |             |                 |